# 引物

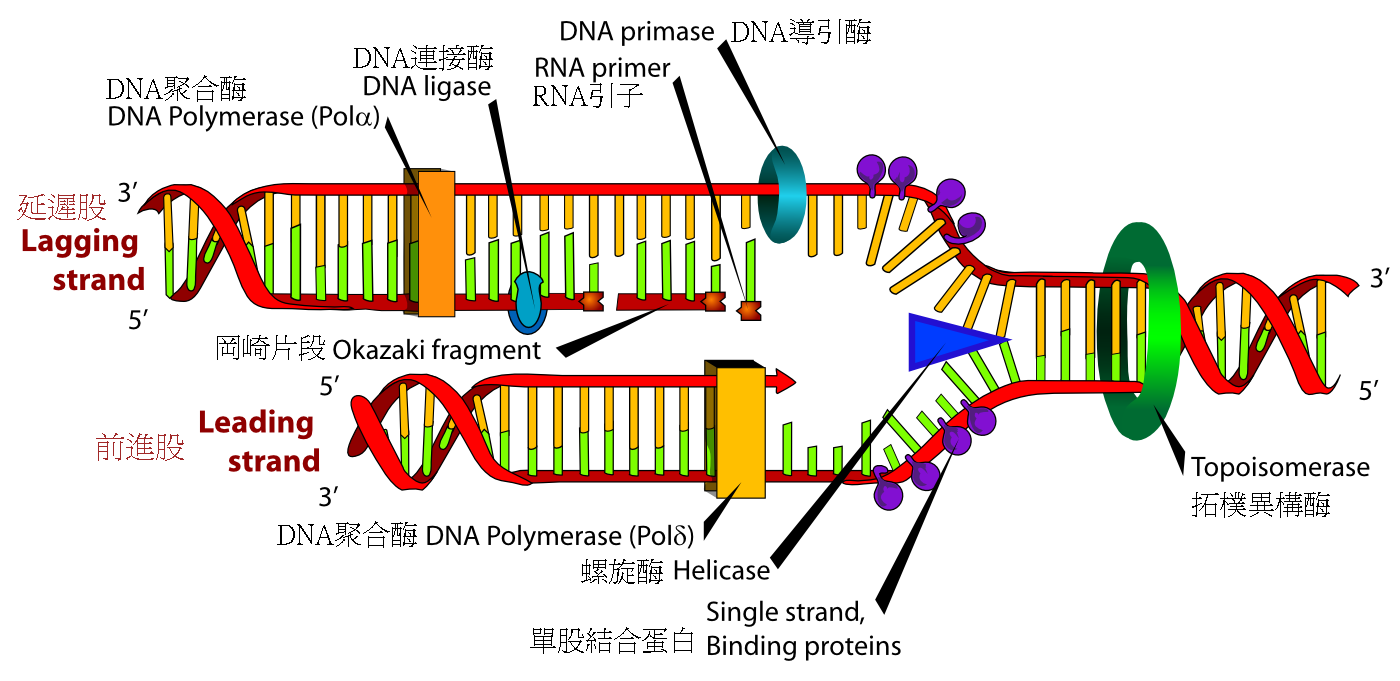
DNA複製叉圖示；RNA引物位於圖上方

引子又称引物，是一小段單鏈核酸（亦可稱為寡核苷酸），含游离3′-羟基，並可引发聚合反应。引子可為DNA或RNA，參與DNA複製的起始步驟。DNA複製過程中，由於DNA聚合酶只能將核苷酸接在現有核酸的3'端上，所以必須有一段引子先接合到模板股上，DNA聚合酶才能開始合成互補股。
自然界生物細胞中的DNA複製過程，只會使用RNA引子（RNA primer）；而人工合成，用來參與生物體外的DNA合成過程（包括聚合酶連鎖反應及DNA定序）之引子，則因為對穩定度的需求，多為DNA引子（DNA primer）。人工合成單鏈核酸的技術另可應用於製造探针。
設計引子時，有一些必須注意的標準，其中包括引子本身的解鏈溫度（melting temperature, Tm）。解鏈溫度可由引子長度及其中的鹼基組成決定。引子越長，解鏈溫度便會較高；而若鳥嘌呤與胞嘧啶的佔比較高，亦會因為與模板股之間的氫鍵數較多，導致更高的解鏈溫度。通常利用一個稱為「BLAST」的工具協助引子設計，此工具可指出一段DNA中具有特異性的區域，根據這段序列來設計引子，可降低引子接合到錯誤位置的可能性。
使用RNA作為引子的合成過程中，在DNA聚合酶將整段DNA複製完成後，RNA引子會被移除，並在空缺位置補上DNA。

## 外部連結
- BLAST https://blast.ncbi.nlm.nih.gov/Blast.cgi
- Primer-BLAST https://www.ncbi.nlm.nih.gov/tools/primer-blast/